# 赖霍罗多克 (诺夫霍罗德-锡韦尔斯基区)
51°37′44″N 33°5′52″E / 51.62889°N 33.09778°E

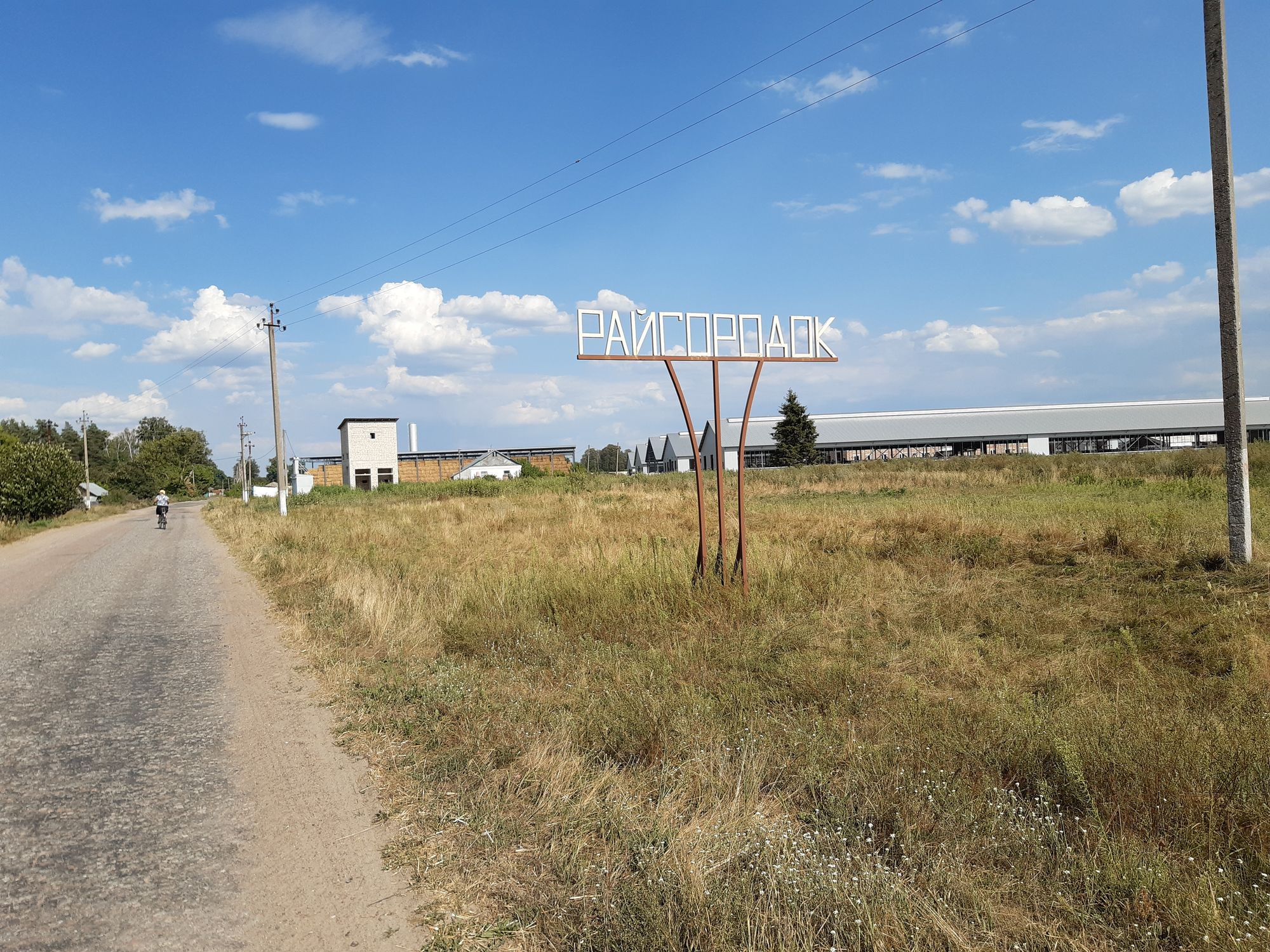
路牌

賴霍羅多克（烏克蘭語：Райгородок），是烏克蘭北部切爾尼戈夫州诺夫霍罗德-锡韦尔斯基区科罗普市镇内的村落。始建於1654年，面積4平方公里，海拔高度123米，2001年人口375，人口密度每平方公里93.9人。